# World-Inline-Cup 2000
Der CERS Playlife-Grand-Prix 2000 wurde für Frauen und Männer an acht Stationen ausgetragen. Der Auftakt fand am 9. April 2000 in Rom und das Finale am 24. September 2000 in Rennes statt.

## Frauen
| WIC                                                   | Ort             | Sieg                       | Platz 2                    | Platz 3                    |
| ----------------------------------------------------- | --------------- | -------------------------- | -------------------------- | -------------------------- |
| Grand-Prix 09. April                                  | Rom             | Marion Grotto Rollerblade  | Sheila Herrero Rollerblade | Adelia Marra Roces         |
| Grand-Prix 14. Mai                                    | Paris           | Julie Brandt Fila          | Adelia Marra Roces         | Anne Titze K2              |
| Grand-Prix 18. Juni                                   | Eindhoven       | Adelia Marra Roces         | Ashley Horgan Rollerblade  | Sheila Herrero Rollerblade |
| Grand-Prix 25. Juni                                   | Zürich          | Sheila Herrero Rollerblade | Adelia Marra Roces         | Marion Grotto Rollerblade  |
| Europameisterschaften in Latina, 1. bis 9. Juli       |                 |                            |                            |                            |
| Weltmeisterschaften in Barrancabermeja, bis 6. August |                 |                            |                            |                            |
| Grand-Prix 03. September                              | Pamplona        | Angèle Vaudan Tecnica      | Sheila Herrero Rollerblade | Andrea González Pro        |
| Grand-Prix 10. September                              | Berlin-Marathon | Angèle Vaudan Tecnica      | Andrea González Pro        | Caroline Lagrée Salomon    |
| Grand-Prix 17. September                              | Wien            | Sheila Herrero Rollerblade | Nathalie Barbotin Roces    | Ashley Horgan Rollerblade  |
| Grand-Prix 24. September                              | Rennes          | Andrea González Pro        | Sheila Herrero Rollerblade | Angèle Vaudan Tecnica      |

| Rang | Name               | Team        |
| ---- | ------------------ | ----------- |
| 1    | Sheila Herrero     | Rollerblade |
| 2    | Angèle Vaudan      | Tecnica     |
| 3    | Ashley Horgan      | Rollerblade |
| 4    | Nathalie Barbotin  | Roces       |
| 5    | Adelia Marra       | Roces       |
| 6    | Caroline Lagrée    | Salomon     |
| 7    | Andrea González    | Pro         |
| 8    | Franziska Stampfli | Rollerblade |
| 9    | Marion Grotto      | Rollerblade |
| 10   | Araceli Larrea     | Pro         |

| Rang | Team        |
| ---- | ----------- |
| 1    | Rollerblade |

## Männer
| WIC                                                   | Ort             | Sieg                       | Platz 2                           | Platz 3                     |
| ----------------------------------------------------- | --------------- | -------------------------- | --------------------------------- | --------------------------- |
| Grand-Prix 09. April                                  | Rom             | Jorge Botero Rollerblade   | Chad Hedrick Fila                 | Massimiliano Presti Fila    |
| Grand-Prix 14. Mai                                    | Paris           | Chad Hedrick Fila-Verducci | Massimiliano Presti Fila-Verducci | Derek Downing Fila-Verducci |
| Grand-Prix 18. Juni                                   | Eindhoven       | Arnaud Gicquel Rollerblade | Chad Hedrick Fila-Verducci        | Jorge Botero Rollerblade    |
| Grand-Prix 25. Juni                                   | Zürich          | Chad Hedrick Fila-Verducci | Massimiliano Presti Fila-Verducci | Pascal Briand VW-Salomon    |
| Europameisterschaften in Latina, 1. bis 9. Juli       |                 |                            |                                   |                             |
| Weltmeisterschaften in Barrancabermeja, bis 6. August |                 |                            |                                   |                             |
| Grand-Prix 03. September                              | Pamplona        | Chad Hedrick Fila-Verducci | Massimiliano Presti Fila-Verducci | Arnaud Gicquel Rollerblade  |
| Grand-Prix 10. September                              | Berlin-Marathon | Chad Hedrick Fila-Verducci | Diego Rosero Rollerblade          | Shane Dobbin Salomon        |
| Grand-Prix 17. September                              | Wien            | Shane Dobbin Salomon       | Christoph Zschätzsch Fila         | Fabien Delort Tecnica       |
| Grand-Prix 24. September                              | Rennes          | Pascal Briand VW-Salomon   | Davy Willems Univé                | Fabien Delort Tecnica       |

| Rang | Name                | Team          |
| ---- | ------------------- | ------------- |
| 1    | Massimiliano Presti | Fila-Verducci |
| 2    | Jorge Botero        | Rollerblade   |
| 3    | Chad Hedrick        | Fila          |
| 4    | Arnaud Gicquel      | Rollerblade   |
| 5    | Pascal Briand       | VW-Salomon    |
| 6    | Franck Cardin       | VW-Salomon    |
| 7    | Derek Downing       | Fila-Verducci |
| 8    | Shane Dobbin        | Salomon       |
| 9    | Martin Escobar      | Roces         |
| 10   | Fabien Delort       | Tecnica       |

| Rang | Team          |
| ---- | ------------- |
| 1    | Fila-Verducci |